# Bulletproof Monk
Bulletproof Monk (br: O Monge à Prova de Balas / pt: À Prova de Bala) é um filme estadunidense dirigido por Paul Hunter e estrelando com Chow Yun-Fat e Seann William Scott.

## Sinopse
Há 60 anos um monge (Chow Yun-Fat) protege um pergaminho sagrado, que lhe concede poderes mágicos. Prestes a se aposentar, o monge precisa agora encontrar um substituto que possa dar prosseguimento à sua tarefa. O principal candidato é Kar (Seann William Scott), um malandro das ruas egoísta que, por um coincidência do destino, acaba salvando o Monge de ser capturado.

## Elenco
- Chow Yun-Fat .... Monge Sem Nome
- Seann William Scott .... Kar
- Jaime King .... Jade
- Karel Roden .... Strucker
- Victoria Smurfit .... Nina
- Marcus J. Pirae .... Sr. Funktastic
- Mako .... Sr. Kojima
- Roger Yuan .... Monge-Mestre
- Chris Collins .... Sax
- Sean Bell .... Diesel
- Kishaya Dudley .... DV
- Rob Archer .... Buzz
- Mauricio Roda .... Wicho
- Bayo Akinfemi .... Shade
- Russell Yuen .... Irmão Tenzin